# باولا كريستينا غونسالفيس
باولا كريستينا غونسالفيس (بالبرتغالية: Paula Gonçalves) مواليد 11 أغسطس 1990 في ساو باولو، هي لاعبة كرة مضرب برازيلية وتحتل حالياً المرتبة رقم. 226 (22 فبراير 2016) في تصنيف رابطة محترفات كرة المضرب. أعلى تصنيف لها في الفردي كان المركز الـ 226 في سنة 2016. أعلى تصنيف لها في الزوجي كان المركز الـ 98 في سنة 2015.

## النهائيات

### الزوجي: 1 (الألقاب 1)
| الحصيلة | الرقم | التاريخ       | البطولة                                 | الأرضية | الشريك            | المنافس                    | النتيجة          |
| ------- | ----- | ------------- | --------------------------------------- | ------- | ----------------- | -------------------------- | ---------------- |
| الفوز   | 1.    | 19 أبريل 2015 | بطولة كولومبيا المفتوحة للتنس، كولومبيا | ترابية  | بياتريس حداد مايا | إيرينا فالكوني شيلبي روجرز | 6–3, 3–6, [10–6] |

## روابط خارجية
- باولا كريستينا غونسالفيس على موقع رابطة محترفات التنس (الإنجليزية)
- باولا كريستينا غونسالفيس على موقع الاتحاد الدولي لكرة المضرب (الإنجليزية)
- باولا كريستينا غونسالفيس على موقع كأس بيلي جين كينغ (الإنجليزية)
- باولا كريستينا غونسالفيس على موقع خلاصة التنس.كوم (الإنجليزية)
- باولا كريستينا غونسالفيس على موقع أوليمبيديا (الإنجليزية)
- باولا كريستينا غونسالفيس على موقع اللجنة الأولمبية البرازيلية (البرتغالية)